# Данди Старс
«Данди Старс» (англ. Dundee Stars) — шотландский хоккейный клуб из города Данди. Выступает в Британской элитной хоккейной лиге. Домашней ареной клуба является Ледовый дворец Данди.

## История

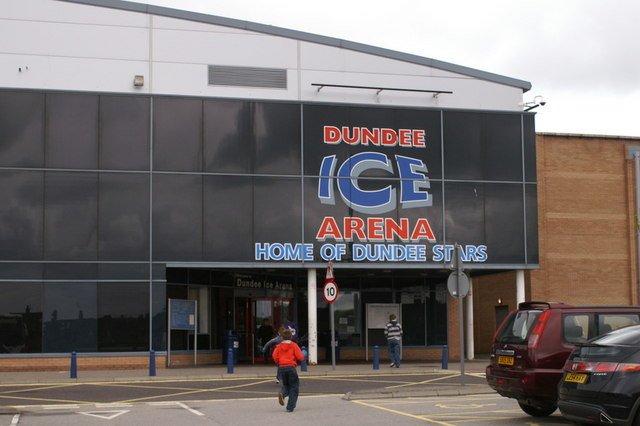
Ледовая арена клуба

Хоккейный клуб «Данди Старс» был основан в 2001 году. Уже в первом сезоне клуб выиграл Британскую национальную лигу, а в следующем - серебро регулярного чемпионата. В том же сезоне команда вышла в полуфинал плей-офф. В третьем сезоне клуб ухудшил свои результаты. Сезон 2004/05 все шотландские команды, выступавшие в лиге, провели неудачно. Однако «Данди Старс» удалось выиграть плей-офф Британской лиги. В сезоне 2005/06 разгорелся скандал, связанный с шотландскими командами. Клуб «Эдинбург Кэпиталс» был принят в Британскую элитную хоккейную лигу, однако «Данди Старс» отказались выступать в ней, если другая шотландская команда - «Файф Флайерс» - не будет допущена к соревнованиям. Из-за несоответствия ледовой арены в Керколди «Флайерс» во вступлении было отказано. Тогда клубы решили заявиться в шотландскую хоккейную лигу, вследствие чего им пришлось уволить всех легионеров. В следующем году «Файф Флайерс» выиграл лигу, «Данди Старс» стал вторым с отставанием всего в три очка. В сезоне 2006/07 в шотландской лиге были введены правила по типу НХЛ, дабы сделать в лиге возможным участие игроков-иностранцев. Тем не менее, «Старс» старались развивать собственную молодёжную школу. В конце апреля 2010 года клуб официально подтвердил своё участие в Британской элитной лиге.

## Известные игроки
- Никита Каширский[2]

## Достижения
- Британская элитная хоккейная лига:
  - Обладатель (1)  : 2001